# زراوند لابيلارديير
زراوند لابيلارديير (باللاتينية: Aristolochia billardierei) نوع نباتي ينتمي إلى جنس الزراوند من الفصيلة الزراوندية.

## الموئل والانتشار
موطنه بلاد الشام وتركيا.